# Autriche au Concours Eurovision de la chanson 1960
L'Autriche a participé au Concours Eurovision de la chanson 1960, alors appelé le « Grand prix Eurovision de la chanson européenne 1960 », à Londres, au Royaume-Uni. C'est la 4e participation autrichienne au Concours Eurovision de la chanson.
Le pays est représenté par Harry Winter et la chanson Du hast mich so fasziniert, sélectionnés en interne par l'Österreichischer Rundfunk.

## Sélection interne
Le radiodiffuseur autrichien, l'Österreichischer Rundfunk, choisit l'artiste et la chanson en interne pour représenter l'Autriche au Concours Eurovision de la chanson 1960.
Lors de cette sélection, c'est Harry Winter et la chanson Du hast mich so fasziniert, écrite par Robert Gilbert, composée par Robert Stolz qui est également le chef d'orchestre, qui furent choisis.

## À l'Eurovision
Chaque pays avait un jury de dix personnes. Chaque membre du jury pouvait donner un point à sa chanson préférée.

### Points attribués par l'Autriche
| 3 points | Royaume-Uni             |
| 2 points | Allemagne Suisse        |
| 1 point  | Belgique France Norvège |

### Points attribués à l'Autriche
| 10 points | 9 points | 8 points | 7 points                 | 6 points            |
| --------- | -------- | -------- | ------------------------ | ------------------- |
|           |          |          |                          |                     |
| 5 points  | 4 points | 3 points | 2 points                 | 1 point             |
|           |          |          | - Danemark - Royaume-Uni | - Belgique - Italie |

Harry Winter interprète Du hast mich so fasziniert en 7e position, après la Norvège et avant Monaco. Au terme du vote final, l'Autriche termine 7e sur 13 pays, recevant 6 points.